# Christian Greco
Christian Greco (Arzignano, 15 aprile 1975) è un egittologo italiano. Dal 2014 è direttore del Museo Egizio di Torino.

## Biografia
Nato ad Arzignano, in provincia di Vicenza, da famiglia di origini siciliane, ha frequentato il Liceo classico "Antonio Pigafetta" di Vicenza, dove nel 1994 si è diplomato con il massimo dei voti. Ammesso al Collegio Ghislieri di Pavia, si è laureato nel 1999 in Lettere Classiche con una tesi in Archeologia del Vicino Oriente antico all'Università degli Studi di Pavia e poi in Egittologia presso l'Università di Leida nei Paesi Bassi. Ha ottenuto il dottorato di ricerca in Egittologia presso l'Università di Pisa nel 2008.
Ha insegnato materie letterarie al liceo a Leida tra il 2003 e il 2008 e allo "Stedelijk Gymnasium Haarlem" (Liceo Classico di Haarlem) ed è stato epigrafista dell'Istituto orientale dell'Università di Chicago a Luxor dal 2006 al 2010. Dal 2009 al 2014 è stato curatore della sezione egizia del Rijksmuseum van Oudheden di Leida.
Greco è stato membro della missione archeologica del Rijksmuseum van Oudheden a Tell Sabi Abyad nel 1997-1998, della missione dell'Università di Pisa a Dra Abu el-Naga nel 2005-2006, della missione dell'Università di Leida e del Museo Nazionale delle Antichità di Leida a Saqqara nel 2002, della missione dell'Università Cà Foscari (Venezia) a Gebel Barkal in Sudan nel 2013.
Nel 2014 è diventato Direttore del Museo Egizio di Torino, a seguito di un concorso internazionale indetto dalla Fondazione Museo delle Antichità Egizie, la cui presidente è, dal 2012, Evelina Christillin.
Dal 2014, assieme a Lara Weiss, dirige la missione italo-egiziana a Saqqara in Egitto, che investiga un gruppo di tombe del Nuovo Regno, tra cui quella di Horemheb. Nel 2023 la missione ha annunciato la scoperta della tomba di Panehsy, responsabile del tempio del dio Amun.

### Incarichi e attività
Al Museo Egizio di Torino è stato a capo del progetto di rinnovamento dell'allestimento e del percorso espositivo, terminato nel 2015. Negli anni successivi ha curato la realizzazione di una serie di mostre temporanee: “Il Nilo a Pompei” (2016), “Missione Egitto 1903 – 1920. L'avventura archeologica M.A.I. raccontata” (2017),  “Anche le statue muoiono. Conflitto e patrimonio tra antico e contemporaneo” (2018),  “Archeologia invisibile” (2019),  “Aida, figlia di due mondi” (2022). Ha continuato a promuovere e realizzare integrazioni, variazioni e aggiunte alle gallerie permanenti, tra cui le Sale Storiche (2019) e la Sala della Vita (2021), promuovendo l'idea di un museo in continua evoluzione in grado di comunicare al pubblico i risultati progressivi della ricerca sugli oggetti della collezione.
Durante la sua direzione inoltre, il museo si è dotato di un dipartimento Collezione e ricerca, prima inesistente, e di una rivista (la "Rivista del Museo Egizio" - RiME), che riunisce le pubblicazioni scientifiche. Sono state infine firmati oltre ottanta memorandum di intesa con università italiane e straniere .
Dal 2018 è il responsabile dell'unità di Torino nell'ambito del progetto internazionale “Crossing Boundaries - Understanding Complex Scribal Practices in Ancient Egypt”, in collaborazione con le Università di Basilea e di Liegi.
Dal 2018 al 2022 è stato il responsabile del coordinamento del consorzio musei europei (composto da: Museo egizio di Torino - capofila, British Museum, Museo del Louvre, Ägyptisches Museum und Papyrussammlung e Rijksmuseum van Oudheden) nell'ambito del progetto "Transforming the Egyptian Museum of Cairo", finanziato dalla Comunità Europea. Greco collabora regolarmente come docente con diversi istituti universitari sia italiani sia stranieri, tra cui l'Università degli Studi di Torino, l'Università degli Studi di Pisa, lo IUSS di Pavia, l'Università Cattolica del Sacro Cuore, la Scuola IMT Alti Studi di Lucca e la NYUAD.
Dal 2014 ricopre la carica di Presidente del Comitato Scientifico del Collegio Ghislieri di Pavia ed è membro, dal 2015, del Consiglio di Amministrazione del Museo archeologico nazionale di Napoli.
Dal 2018 è membro del Comitato Scientifico del Grande museo egizio a Giza, del Comitato Scientifico della Fondazione Scuola dei Beni e delle Attività Culturali di Roma e del Collegio Docenti del Dottorato in “Archeologia e culture del Mediterraneo antico. Ricerca storica, conservazione, fruizione del patrimonio” della Scuola Superiore Meridionale di Napoli, istituita presso l'Università degli Studi di Napoli Federico II.
Dal 2014 al 2018 è stato membro del Comitato Tecnico Scientifico per i Beni Archeologici del MIBACT e dal 2015 al 2018 è stato Membro del Consiglio di Amministrazione dell'Università di Pavia.

## Controversie
Per alcuni mesi tra il 2017 e il 2018 Greco è stato promotore di un'iniziativa che prevedeva la riduzione del biglietto d'ingresso al Museo Egizio per i visitatori di lingua araba. Tale proposta ha suscitato diverse polemiche all'interno del mondo politico italiano, tra cui quella della leader politica Giorgia Meloni, che ha ampiamente criticato ritenendola discriminatoria nei confronti degli italiani. Greco ha poi incontrato la presidente di Fratelli d'Italia all'esterno del Museo, confrontandosi in un dibattito (poi diventato virale) nel quale ha spiegato le ragioni dell'iniziativa.
Sulla polemica è ritornato nel settembre 2023 Andrea Crippa, già condannato nell'aprile 2020 per aver diffuso sui social network una finta telefonata nel quale criticava la promozione rivolta agli arabofoni: in un'intervista, il vicesegretario della Lega ha accusato Greco di essere «un direttore di sinistra che ha gestito il Museo Egizio di Torino in modo ideologico e razzista contro gli italiani e i cittadini di religione cristiana», invocandone le dimissioni dal ruolo di direttore del Museo. In un'altra intervista rilasciata nello stesso periodo, anche l'assessore al welfare della Regione Piemonte Maurizio Marrone (FdI) si è espresso contro Greco, affermando la presenza di «figure potenzialmente più qualificate».
La vicenda, che ha avuto eco nazionale e internazionale, ha visto la comunità scientifica schierarsi dalla parte di Greco.

## Opere
- Evelina Christillin, Christian Greco, Le memorie del futuro. Musei e ricerca, Torino, Einaudi, 2021
- Christian Greco, Tutankhamun. La scoperta del giovane faraone, Novara, De Agostini, 2022
- Christian Greco, Alla ricerca di Tutankhamun, Modena, Franco Cosimo Panini, 2023[23][24]

## Premi e riconoscimenti
- 2014 - Premio Ghislieri (Fondazione Ghislieri, Pavia)[25]
- 2016 - Premio Camarina (Museo di Camarina e Archeoclub di Ragusa)[26]
- 2017 - Premio Ragusani nel Mondo (Associazione Ragusani nel Mondo, Ragusa)[27]
- 2018 - Premio Inquietus Celebration (Circolo degli Inquieti, Savona)[28]
- 2018 - Premio Masi per la Civiltà Veneta (Fondazione Masi, Gargagnago)[29]
- 2019 e 2022 - Miglior direttore di museo (Artribune)[30][31]
- 2020 - Premio letterario "Beato Contardo Ferrini" (O.F.S. Piemonte e Valle d'Aosta e Comitato Santa Marta di Verbania)[32][33]
- 2023 - Premio LuBeC (Real Collegio di Lucca)[34]
- 2023 - Torinese dell'Anno (Camera di Commercio di Torino)[35][36][37][38]
- 2024 - Premio Colombo (Comitato Nazionale del Giovani Albergatori di Federalberghi) [39][40]
- 2024 - Sigillo civico della città di Torino [41]